# Пахомова, Евгения Степановна
Евгения Степановна Пахомова (1936—1994) — удмуртская актриса и певица (сопрано). Заслуженная артистка Удмуртской АССР (1957) и РСФСР (1970).

## Биография
Евгения Пахомова родилась 25 июня 1936 года в деревне Бередь Шарканского района Удмуртии. С детства мечтала стать актрисой и, увидев однажды в газете объявление о наборе артистов в творческий ансамбль, пешком дошла до Ижевска, где прошла прослушивание. Так 17-летняя девушка стала артисткой Государственного ансамбля песни и танца Удмуртской АССР (ныне ансамбль «Италмас»).
В 1958 году Пахомова перешла в Хор Удмуртского радио, а спустя год ей было предложено исполнить главную роль в первой национальной удмуртской оперетте Г. М. Корепанова-Камского «Любушка». После премьеры актриса была принята в штат Удмуртского музыкально-драматического театра (ныне Государственный театр оперы и балета Удмуртской Республики). Работая в театре, также проходила обучение на отделении вокала Ижевского музыкального училища (ныне Удмуртский республиканский колледж культуры) и за два года прошла полный его курс. В 1961 году Пахомовой была поручена заглавная партия в первой удмуртской опере «Наталь» Г. А. Корепанова.
С 1961 по 1966 годы училась в Казанской консерватории, а её дипломная работа — партия Иоланты в одноимённой опере П. И. Чайковского — получила высокую оценку экзаменационной комиссии.
Вернувшись в Ижевск, продолжила работу в Удмуртском музыкально-драматическом театре и вскоре стала его лицом. В её исполнении разноплановые образы в опереттах, водевилях, операх: от сильных и независимых до слабохарактерных, от развязных до нежных и добрых. Играла как на русском, так и на удмуртском языках.

## Избранные спектакли и роли
- «Любушка» Г. Корепанова-Камского — Любушка
- «Россиянка» Г. Корепанова-Камского — Антонина Пальшина
- «Наталь» Г. Корепанова — Наталь
- «Сюан» (с удм. — «Свадьба») Н. Греховодова — Туливить
- «На рассвете» О. Сандлера — Жанна Лябурб
- «Моя прекрасная леди» Дж. Б. Шоу — Элиза Дулиттл
- «Королева Чардаша» И. Кальмана — Юлиана